# Euchlaena bilinearia
Euchlaena bilinearia là một loài bướm đêm trong họ Geometridae.